# تتسوهارو یاماگوچی
تتسوهارو یاماگوچی (انگلیسی: Tetsuharu Yamaguchi؛ زادهٔ ۸ سپتامبر ۱۹۷۷) بازیکن فوتبال اهل ژاپن است.
از باشگاه‌هایی که در آن بازی کرده‌است می‌توان به باشگاه فوتبال سانفریس هیروشیما و باشگاه فوتبال ساگان توسو اشاره کرد.